# لانگن یارشوو
لانگن یارشوو (به آلمانی: Langen Jarchow) یک منطقهٔ مسکونی در آلمان است که در کلوشتر تمپتسین واقع شده‌است. لانگن یارشوو ۲۶۰ نفر جمعیت دارد.